# Selinunte

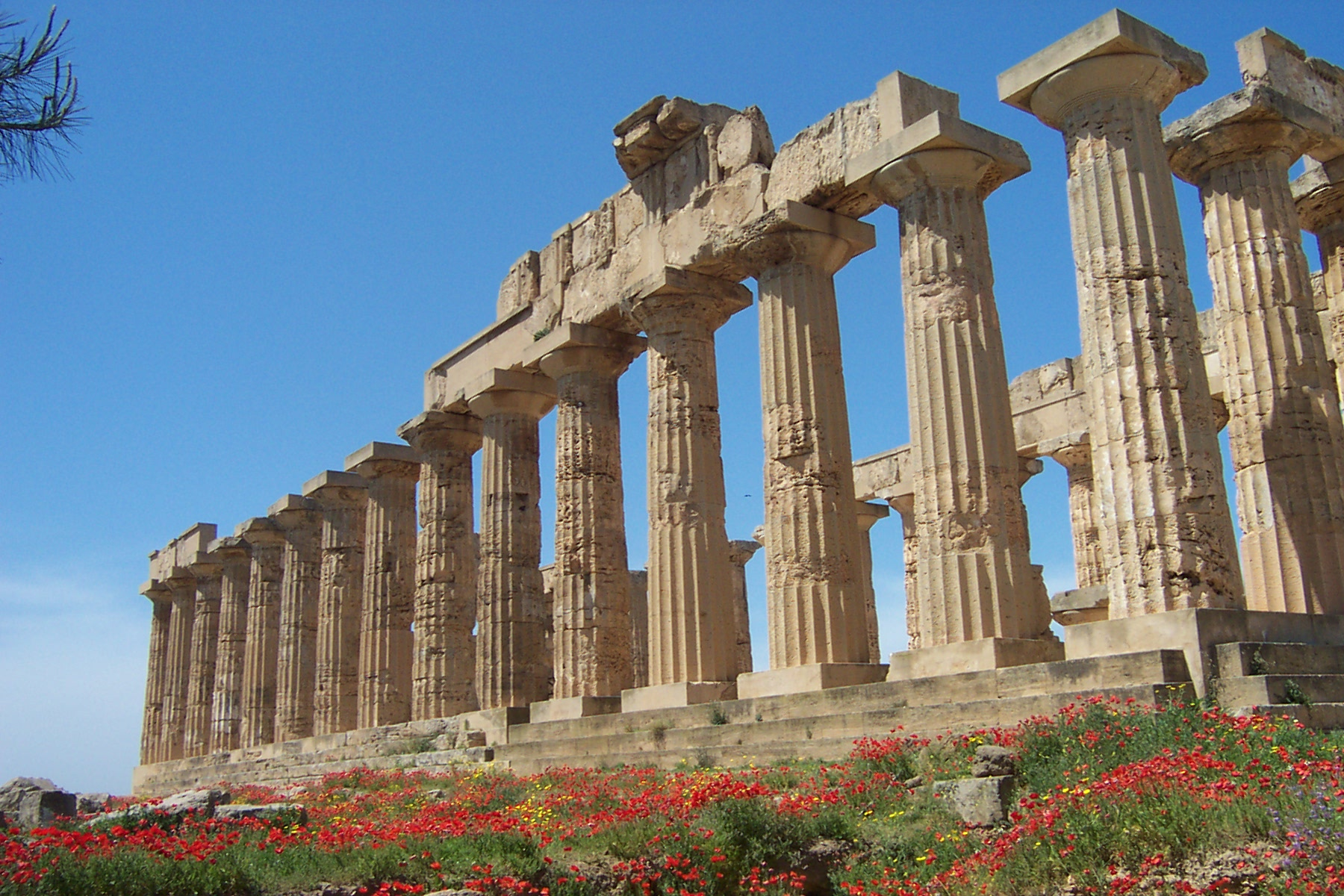
Gerestaureerde tempel (Tempel E)
foto:Mhwater

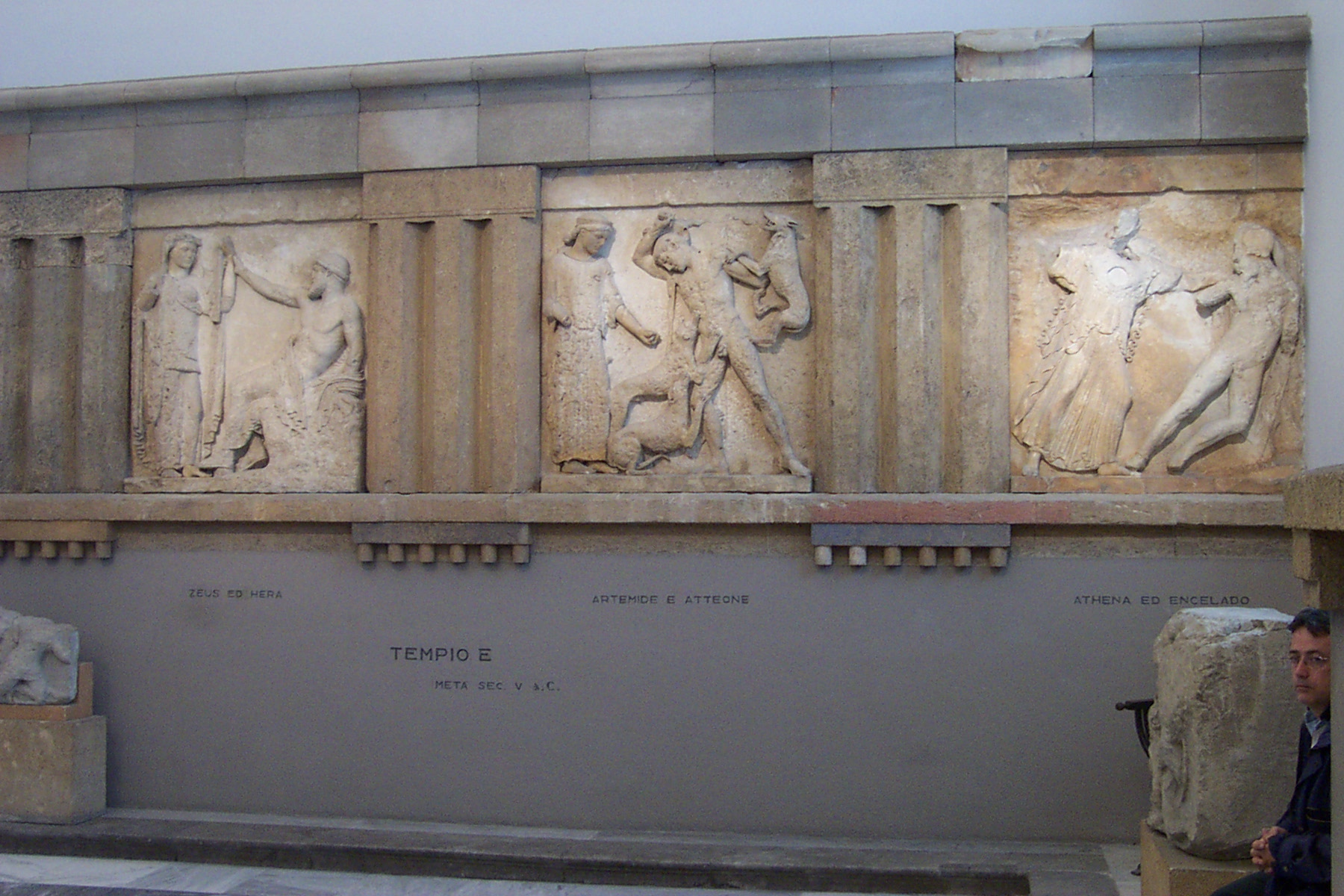
Metope Tempel E
foto:Mhwater

Selinunte is de Italiaanse naam voor de Oudgriekse stad Selinous (Σελινούς, in het Latijn Selinus) op het eiland Sicilië (zie Magna Graecia).
Selinous, de meest westelijk gelegen Griekse stad op de zuidkust van Sicilië, lag ongeveer 80 km ten westen van Akragas (Agrigento). Zij werd rond 650 v.Chr. (of was het 630?) gesticht door een groepje kolonisten uit Megara Hyblaea, volgens de overlevering aangevoerd door een zekere Pammilus, en dankt haar naam aan de wilde selderij (Apium graveolens L., in het Grieks σέλινον), een plant die in de omgeving veel voorkwam en ook op de munten van de stad werd afgebeeld.

## Geschiedenis
Tijdens de eerste 150 jaren van haar bestaan raakte de stad herhaaldelijk betrokken bij conflicten, zowel met zijn noorderbuur Segesta als met Carthago. In de Slag bij Himera (in 480 v.Chr.) stond Selinus nog - als enige Griekse stad - aan de zijde van Carthago, maar het werd toch in 409 door de Carthagers verwoest. Een deel van de ca. 25.000 inwoners werd toen als slaaf verkocht, en ook al werden de stadsmuren kort daarop herbouwd, toch was de historische rol van Selinus uitgespeeld. Nadat het in 250 opnieuw door de Carthagers was aangevallen bleef het als een onbeduidende plaats voortbestaan.

## Opgravingen
De antieke stad kon pas in de 16e eeuw geïdentificeerd worden. Opgravingen sinds het einde van de 19e eeuw hebben er onder meer belangrijke resten van zes grote Dorische tempels aan het licht gebracht, daterend van de 7e tot de 5e eeuw v.Chr. Een aantal metopen hiervan zijn kunsthistorisch gesproken erg waardevol, en bevinden zich nu in het Museo Nazionale Archeologico van Palermo. Vooral de zogenaamde Tempel E uit ± 460 v.Chr., mogelijk gewijd aan de godin Hera, is in de 20e eeuw gedeeltelijk gerestaureerd en maakt grote indruk.